# باغ بالا (قشم)
باغ بالا، روستایی در دهستان رمکان بخش مرکزی شهرستان قشم در استان هرمزگان ایران است.

## جمعیت
بر پایه سرشماری عمومی نفوس و مسکن در سال ۱۳۹۵، جمعیت این روستا برابر با ۲۸۳ نفر (۸۱ خانوار) بوده‌است.